# Chinemys nigricans
Chinemys nigricans је гмизавац из реда Testudines.

## Опис
Дужина ове корњаче износи 20-24cm. Ту је полни деморфизам: женке су с годинама веће од мужјака. Глава је средње величине. Корњача је продужена са медијалном кобилицом. У задњем делу тела је јасно изражен анални зарез. Пење се шапама.

Боја корњача је код мужјака тамнозелена или тамносива, а код женки црна. Код мужјака и неких женки постоји слаба наранџасто црвена пруга која пролази кроз медијалну кобилицу. У оба пола, на крајевима оклопа налазе се жуте мрље.

## Угроженост
Ова врста се сматра угроженом.

## Распрострањење
Ареал врсте је ограничен на једну државу. 
Кина је једино познато природно станиште врсте.

## Станиште
Станиште врсте су слатководна подручја.